# 塔科沃十字勋章

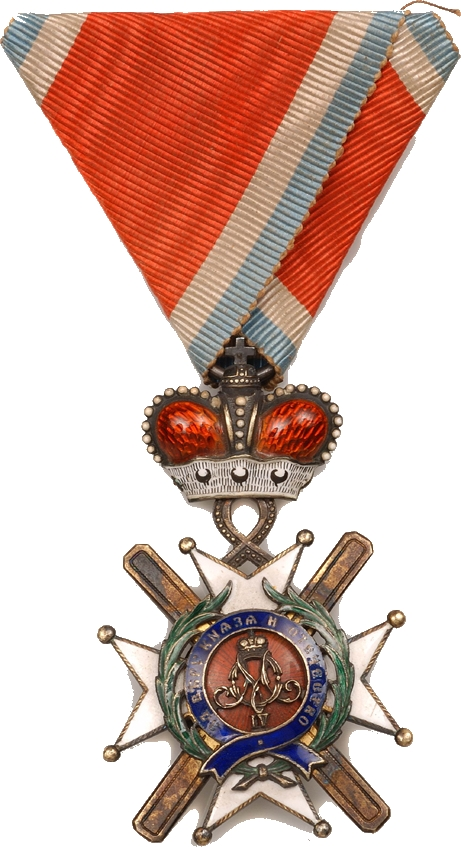
塔科沃十字勋章

塔科沃十字勋章是一枚塞尔维亚国家级勋章。

## 历史
1865年5月22日，塞尔维亚大公米海洛·歐布雷諾維奇三世签发政令，设立该勋章。當時塞爾維亞公國为纪念第二次塞尔维亚起义爆发50周年而设立该勋章，该勋章得名于标志着第二次起义开始的事件——塔科沃会议。该勋章最终在1903年被废止。